# Victoria Bateman
Pour les articles homonymes, voir Bateman.
Victoria N. Bateman, née Powell le 2 décembre 1979, est une économiste féministe et universitaire britannique, spécialisée en  macroéconomie et  histoire économique du Royaume-Uni.

## Biographie
Élevée à Lees, Oldham, Victoria Bateman fréquente l'école Saddleworth, à Uppermill. Elle étudie ensuite à Oldham Sixth Form College où elle est présidente de l'Union des étudiants. Elle complète ces études par un cursus en économie au Gonville and Caius College, de Cambridge, et obtient une maîtrise et un doctorat à l'Université d'Oxford. En 2009, elle devient enseignante à l'université de Cambridge. Elle est mariée à un économiste.
En 2014, elle commande au peintre Anthony Connolly un portrait d'elle nue, pour une exposition de la Federation of British Artists. Elle dit que le but de la peinture est de poser des questions au sujet de la sexualisation des femmes dans la société moderne, et indique également : « Ce sont rarement les femmes peintes qui décident de ce à quoi le tableau ressemblera. Là, j'ai tout choisi », explique-t-elle aussi,,.
En 2016, elle assiste à un séminaire économique, à l'Université de Cambridge, à nouveau nue, en protestation contre le Brexit. Elle a les mots « Brexit leaves Britain naked » inscrits sur son ventre et ses seins.
En juin 2018, elle assiste au dîner de fin d'année des superviseurs du Gonville and Caius College en portant une combinaison transparente, avec les mots « my body my choice » écrits sur son corps. Elle défend la reconnaissance par les économistes de la valeur économique du commerce du sexe et le droit des femmes à gagner leur vie par la prostitution,
En juillet 2018, elle poste une vidéo sur Twitter dans lequel elle apparaît nue et discute de l'inégalité dans l'économie.
Le 14 janvier 2019, elle donne une conférence d'une heure contre le Brexit à Cambridge Junction, nue, puis elle demande à l'auditoire de signer son corps comme pétition. Elle est ensuite invitée, en 2019, à participer à l'émission Today sur BBC Radio 4, dans laquelle elle est également nue. Elle y propose à un financier et homme politique anglais, Jacob Rees-Mogg, partisan de la sortie de l'Union européenne, un débat dénudé. Il ne donne pas suite à cette proposition,. Ceci la conduit à apparaître également nue sur l'émission Good Morning Britain, mais son corps est pixelisé dans la diffusion.